# Илија Поповић
Илија Поповић (Доњи Лапац, 28. јул 1917 — Шентруперт, 25. мај 1943) био је учесник Народноослободилачке борбе и народни херој Југославије.

## Биографија
Рођен је 28. јула 1917. године у Доњем Лапцу, у сиромашној земљорадничкој породици. Основну школу завршио је у родном месту. У шеснаестој години је напустио породичну кућу и отишао да учи опначарски занат. Радио је у београдском пристаништу као шегрт и обалски радник. Учествовао је у штрајковима и демонстрацијама, због чега је био хапшен и затваран.
Након избијања оружаног устанка 1941. године, учествовао је у многим акцијама које су устаничке снаге изводиле на подручју Доњег Лапца. Устанку су се придружила и седморица његове браће и две сестре. Илија је убрзо био примљен за члана Комунистичке партије Југославије. Крајем 1941, похађао је партијски курс при Окружном комитету КПХ за Лику, у Трнавцу. Када су крајем 1941. почеле борбе с италијанским снагама, Илија је учествовао у борбама у Хомољачком кланцу.
У марту 1942. године, постао је командир Друге чете у батаљону „Стојан Матић“ и истакао се у борбама за ослобођење Срба. Приликом формирања Првог пролетерског батаљона Хрватске у мају, Главни штаб Хрватске поставио га је за командира чете у батаљону. Као командир чете, учествовао је, 2. августа, када су Први пролетерски батаљон Хрватске и Ударни батаљон Првог приморско-горанског одреда у нападу на италијанску моторизовану колону ослободили око 400 људи, жена и деце, које су италијански војници спроводили у интернацију. Због исказаног јунаштва у бици, похвалио га је Штаб Првог пролетерског батаљона Хрватске.
Почетком новембра 1942, Илија је постављен за команданта Другог батаљона у новоформираној Тринаестој хрватској бригади „Јосип Краш“, којим је командовао у борбама на подручју Жумберка. Учествовао је у одбрани слободне територије Жумберка, крајем јануара и почетком фебруара 1943, од италијанских и усташко-домобранских снага. У селу Буковици, Илија и његов батаљон зауставили су напад јаких италијанских снага. У овим је борбама погинуло 150 непријатељских војника и оштећена 3 тенка. Током ових борби, Илија је био рањен. За успех у борби, био је похваљен од Штаба Друге оперативне зоне Хрватске и Штаба Тринаесте пролетерске бригаде „Раде Кончар“.
Убрзо после борби у Буковици, Илија је био прекомандован за конанданта Првог батаљона у истој бригади. На тој је дужности погинуо 2. маја 1943. године, приликом напада на Шентруперт (Словенија).
Указом Президијума Народне скупштине ФНР Југославије 20. децембра 1951. проглашен је за народног хероја.